# 寒潮

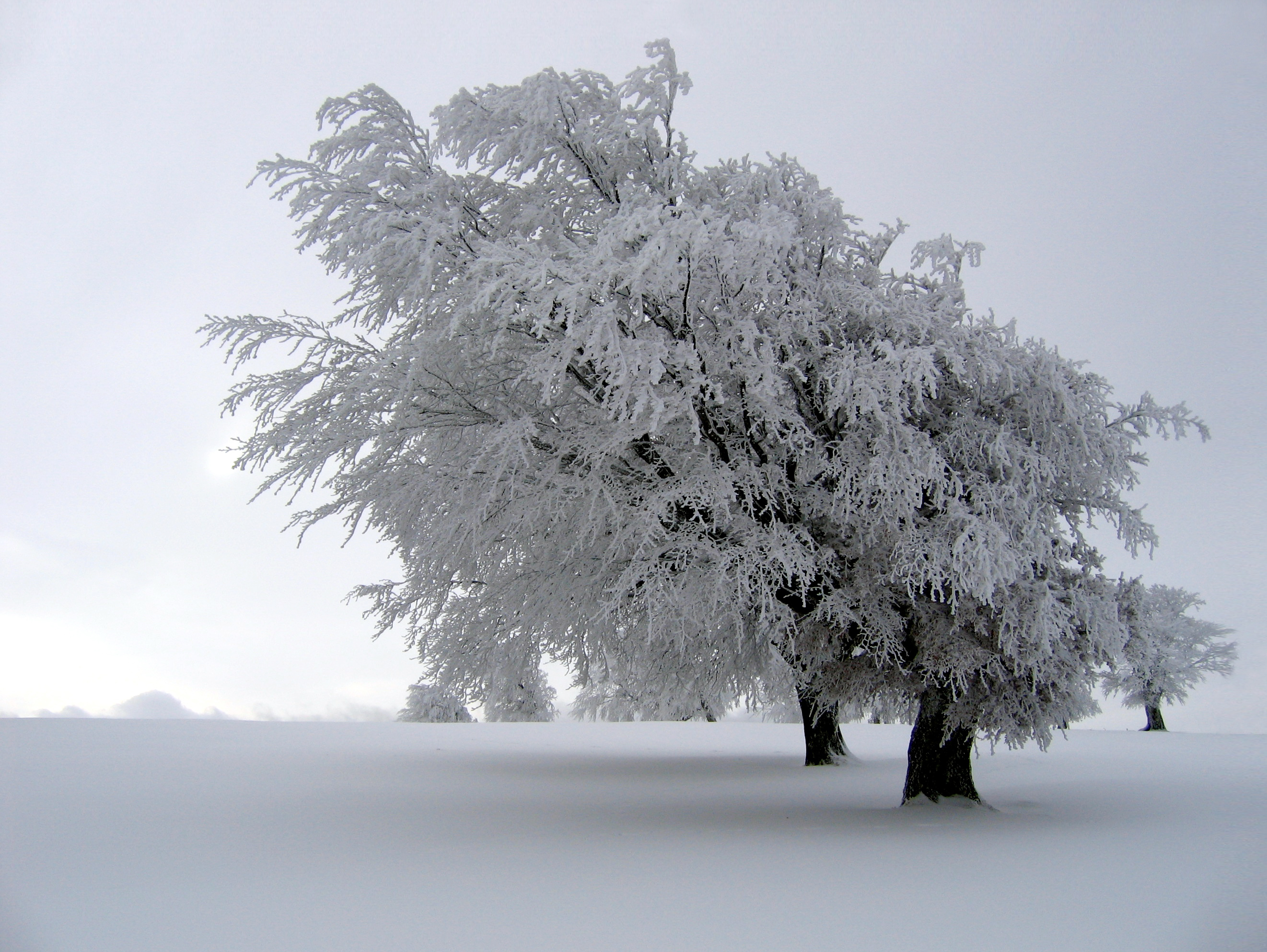
德國的雪景

寒潮，又稱寒潮，是冬季主要天氣現象之一，一般而言，寒潮是指一高氣壓在高纬生成，冷高壓向低纬侵襲，最後出海變性的冷空气。
在寒潮侵襲期間，冷空氣引起成當地氣溫驟降，地面氣壓驟升，有時更引起強風，大浪。
成因各異，例如北半球寒潮來自西伯利亞高壓，極地渦旋或西風槽南移等因素。由於海陸配置，南半球除南美外冬季寒潮爆發不若北半球同緯度明顯。
寒潮是在所有惡劣天氣中影響範圍最廣的，冬季一般情況下能影響1000萬平方公里左右，熱帶氣旋、溫帶氣旋也不能達至如此龐大的影響範圍。例如，西伯利亞高壓引發的寒潮，往往能影響中國的大部分地區，從北部往南，到達處於亞熱帶的廣東、香港、澳門和廣西，甚至處於熱帶地區的海南，都會發生劇烈的氣溫下降現象。

## 對天氣的影響

### 較高緯度地區
寒潮快將影響時，會先受鋒面或溫帶氣旋影響，有霧、大雨或大雪，甚至雷暴，隨後當鋒面或溫帶氣旋遠離後，天氣會轉晴，溫度、濕度下降。

### 較低緯度地區
大致和高緯度地區相同，但由於緯度較低（如18-25度），在冬季西風槽也難以影響，但同時熱帶的天氣系統也無法影響這些地區，以致高空輻散一般都很差，即使有鋒面橫掃過後，亦不會有強烈的降雨，除非冷空氣強度弱或厚度較薄。這些地區在冬季常常被乾空氣支配，所以通常為旱季。

## 害處

### 健康方面

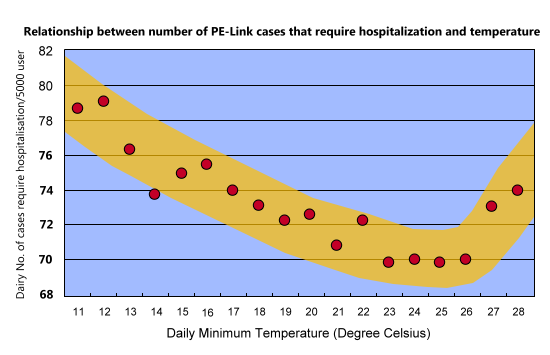
每日使用平安鐘後需要跟進送院次數與氣溫的關係

寒潮引起的低溫可造成人命傷亡，在極端寒冷天氣下，平均死亡率較炎熱高
，老年人特別身受其害，他們皮下脂肪較少，體溫調節機能較弱，在寒冷天氣下身體難以適應周遭的氣溫下降。在歐洲每年因嚴寒導致的死亡人數約150萬，遠比酷熱導致的死亡人數20萬為高，寒冷天氣和乾燥天氣也有利流感病毒、
禽流感病毒存活，冠狀動脈和大腦容易有血栓形成，引致心臟病和中風的發病率較高，而呼吸道疾病也更易傳染。

### 社會方面
寒潮爆發導致之劇烈低溫及強風也會造成農、漁、民生等災害，尤其是乾冷，對農作物傷害巨大，由於雲量極少，晚間的輻射降溫會使植物細胞裏面的水結冰，破壞細胞膜結構。而日間氣溫因受太陽熱量影響快速上升，加上濕度低，使細胞内的水分迅速從破裂的細胞膜蒸發，引致植物死亡。寒冷天氣也對漁業也造成嚴重打擊，除了出海作業時有危險外，亦有可能會因水溫降低令魚死亡：以2008年農暦新年前後的寒潮為例，廣東及香港均有大批魚被凍死；台灣西部沿海的養殖漁業，每逢寒潮都損失慘重；在2008年中國雪災中，大部份工廠停產，損失巨大。但有些行業會受惠，例如：火鍋店、製衣業。

### 生態方面
熱帶的生物比寒帶更為豐富，已反映寒冷對生物較不利，寒潮來臨時不但氣溫低，食物的來源也很缺乏，在低溫中，動物身體的熱量會不斷地被寒冷的環境帶走，在動物園也有動物被凍死，相信在野外的動物也有一定數量死亡。

### 環境方面
寒流常伴隨乾旱天氣，內陸遠離海洋，空氣本身已乾燥，寒潮爆發時，它將海上來的水氣吹走，讓空氣變得更乾燥。如香港，由1995年至今，除了兩三個火災危險警告是在5月、6月和9月發出，其他火災危險警告都是在10月至4月（秋末至初春發出）。乾燥天氣下，山火更容易發生，燒毀大量樹木，使自然環境受損。

## 寒潮标准

### 中华人民共和国标准
2017年，中华人民共和国发布了国家标准《冷空气等级（GB/T 20484—2017）》，取代了原2006年的国家标准。“寒潮”是冷空气的最强等级（其他三个等级分别为弱冷空气、较强冷空气与强冷空气），需满足一定的指标。

## 影响全球的嚴重寒潮
近年來傳統意義上的極端天氣變得頻繁，全球变暖的背景下，極地漩渦等天氣系統不穩定，加劇了極端天氣的可能性，極地漩渦本來會將冷空氣鎖定於高緯度地區，由於北極氣溫上升，和高緯度及低緯度的溫差減少，讓極地漩渦的範圍出現改變，冷空氣也隨之南下，觸發嚴重寒潮。

### 2025年3月尾至4月初香港寒潮
受強烈東北季候風影響，3月28日晚上起氣溫顯著下降，在之前，天文台預測3月29日至4月1日最低溫為15°C至16°C。唯在多雲下，3月29日中午前下調3月30日及3月31日低溫為13°C及14°C。同日晚上，由於預測受雨區移近影響而令雨勢可能變得較頻密，當日晚上再下調3月30日低溫至12℃及於晚上9時45分發出寒冷天氣警告，是2007年以來冬季最晚發出的寒冷天氣警告及2016年以來首次3月多於一次發出寒冷天氣警告。在持續多雲及有降雨影響下，天文台先後在3月30日下午4時30分及3月31日下午4時30分再下調翌日最低氣溫至12°C。天文台於3月30日及3月31日分別錄得最低氣溫12.7°C及12.5°C，是這寒流影響的最低氣溫。由於持續多雲，3月31日全日氣溫變化不大，最高氣温只有14.3°C，打破當日同期最高氣温之最低紀錄。這波寒流影響下，氣溫由3月28日最高29.4℃跌至3月31日的12.5℃，相當接近寒冷水平，3天半內急降16.9℃，為2009年11月11至18日受兩股強烈東北季候風影響而在一星期內氣温急降19.1℃後最急速氣温下降 。這波寒潮與2007年4月初寒潮頗相似，當時氣溫3天急降幅15.2℃而寒冷天氣警告發出及氣溫接近寒冷水平。
4月1日天文台錄得最低氣温12.9°C，是自2007年4月以來該月絕對最低氣温的最低紀錄，而寒冷天氣警告亦維持至當日早上才取消，亦是自2007年4月以來，寒冷天氣警告再次於4月生效。與2007年相同，最低氣溫未達寒冷水平。

### 2024年3月香港寒潮
受東北季候風影響，2月29日起氣溫開始下跌，3月1日中午前預測翌日低溫為12度，在一道廣闊雲雨帶影響下，下午4時天文台氣溫已下降至12度，天文台在下午4時15分及晚上7時45分先後下調翌日低溫至10度及9度，3月1日及3月2日天氣寒冷最低氣溫分別為10.4°C及9.6°C，較2月低溫11.0°C低是2009年以來首次出現3月低溫低於2月氣溫，亦是2018年以來首次3月有寒冷天氣。3月2日低溫9.6°C，是2010年以來3月最低氣溫。

### 2024年1月香港強烈寒潮
受強烈寒潮影響，1月23日最低氣溫6.3°C，為2016年後最低溫及連續兩日天氣嚴寒，因為翌日亦只有6.5度，在厄爾尼諾冬季連續兩日出現嚴寒天氣屬於罕有。

### 2023年12月香港寒潮
受強烈東北季候風影響，12月20日起氣溫開始下跌，加上受廣闊雲帶影響，天氣持續多雲，12月22日冬至最低氣溫分別為8.6°C，是1999年以來最寒冷及有紀錄第4最低溫冬至，翌日12月23日早上在有雨情況下氣溫更跌至8.1°C，是2023年全年低溫。

### 2022年2月香港強烈寒潮
2021/22年冬季雖然不是強拉尼娜年，經過溫暖的12月及沒有寒冷天氣的1月後，2月才踏入冬季高潮，2022年2月19日起受強烈寒潮影響，同時南支槽相當旺盛，850百帕更加有切變線在華南內陸徘徊，其南側的強勁東南風帶來充沛水氣，使水汽源源不絕輸送到華南沿岸，由2月19日中午起現持續超過90小時降雨，2月20日至2月22日雨量接近/超過40毫米，為2010年以來最大2月單日降雨量及2016年1月5日以來最高冬季單日降雨量，2月19日至2月22日4日的總雨量超過150毫米，比2013年12月14至17日同在寒冷天氣及南支槽造成的總降雨量88.3毫米更高（即使2008年1月24日至2月16日的長命寒潮的濕冷天氣期間降雨量都比今次少），也令2021/22年度冬季雨量偏高，為2015/16年度冬季以來首個雨量偏高及最高雨量冬季（該冬季雨量356毫米），2月有3天有大雨（即日雨量25毫米或以上），平了戰後1959年、1983年、1985年及1990年的紀錄。2月降雨量168.5毫米，為1990年以來最高及有紀錄以來2月第6最高，也是連續4年2月錄得大雨（即日雨量25毫米或以上）及出現多雨情況，而2月21日天文台最低氣溫7.5°C，為入冬最低氣溫及2016/17年冬季以來最遲出現入冬低溫，也是自1996年以來最低溫的2月下旬及2018年以來最低2月份氣溫，這次寒潮一直持續至2月24日。2月共有8天寒冷日子，為2018年以來最多的一次。在強烈寒潮及在南支槽頻密影響而持續多雲有雨下，2月平均氣溫15.2°C，較長年平均17.1°C低1.9°C，是自2008年以來2月份最低，而2月最高氣溫只有22.5°C，是自2012年以來2月份最低。2021/22年冬季寒冷日數雖然只有10天，低於長年平均值14天及2020/21年冬季寒冷日數，但2月的強烈寒潮加上持續降雨，亦抵銷冬季前2個月的偏暖情況，令冬季氣溫接近正常及結束之前3年的溫暖冬季。情況與1995/96年度冬季頗相似，12月聖誕節後才有2天寒冷日子及1月沒有寒冷天氣，2月下半月有強烈寒潮（當年寒潮為濕冷天氣持續11天及有3天嚴寒天氣）及冬季最低溫也是2月下旬才出現冬季最低溫及抵銷之前1月溫暖天氣。1995/96年度冬季也是受拉尼娜影響的年份。
最高氣溫方面2月20日只有9.8°C，是自2016年以來，天文台總部再次出現單日最高氣温不高於10.0°C的日子；而最低氣溫方面則是自1996年以來最低溫的2月中下旬及2018年以來最低2月份氣溫。
強寒潮過後，3月天氣偏暖，4月初至5月中接連有強冷空氣襲港，情況與1996年（兩者都是前一年年尾開始出現拉尼娜）相似，4月2日最低氣溫13.7°C，低於3月最低氣溫，是繼2020年後再出現4月最低氣溫低於3月最低氣溫，也是2010年以來最低4月氣溫。
5月初一股強烈東北季候風抵達，再加上受高空擾動的持續大雨影響，本港於5月1日錄得最低氣溫17.1℃，是自1917年後最冷的勞動節，亦是天文台有紀錄以來第3冷的勞動節（僅次於1909年的16.7℃及1917年的15.4℃）。翌日錄得最低氣溫16.4℃，是自1917年5月的最低紀錄，亦是二戰後最低，歷年5月最低日最低氣溫中第3低（首2名均於1917年錄得），大帽山只有9.8℃，成全港最冷地區。當日平均氣溫為18.5℃，更是有紀錄以來5月日平均氣溫最低的一天。受強烈東北季候風影響，氣溫由4月29日最高32.0℃跌至5月2日16.4℃，3日氣溫急降15.6度，為1996年3月31日至4月3日3日由最高27.1℃跌至4月3日10.9℃急降16.2度後最急速氣溫下降。以5月東北季候風來看，這股東北季候風引致氣溫下降幅度較1999年及2013年5月同樣因東北季候風及持續有雨而出現清涼天氣的氣溫下降幅度12.7℃更快。
5月中再有一股東北季候風抵達香港，5月16日錄得最低氣溫18.8℃，是自1984年以來5月中旬（11日至20日）的最低紀錄。當日最高氣溫20.8℃，更是歷年5月中旬日最高氣溫的最低紀錄。翌日最低氣溫亦只錄得19.6℃，是連續兩天低於20℃，以5月中旬來說則是自1980年5月以來再次出現此情況。整個5月共有5天最低氣溫低於20℃，是自1953年以來5月份最多。5月18日錄得日平均相對濕度52%、以及日平均露點溫度13.3℃，雙雙打破5月下半月（16日至31日）的最低紀錄。總括而言，由於受月初及月中的東北季候風所影響，2022年5月較正常清涼，5月平均氣温為25.0℃，是自1999年以來5月份最低（24.9℃）。5月沒有酷熱日及熱夜，是自2017年以來5月份首次。

#### 影響
強烈寒潮襲港期間，香港正處於第五波疫情最嚴峻時期，寒冷天氣及長命雨加劇疫情惡化速度，單日確診數字由1月底至2月初100多宗，2月9日升至1,000多宗，2月25日更超過10,000宗，至3月3日更急增76,991宗，由1月底至2月初時大約每5日上升一倍，縮短至強烈寒潮襲港後約每2日上升一倍。因醫院病床飽和，有大量確診者在露天低溫及持續大雨的環境下在急症室門外等候入院，同一時段亦有大量人士在露天低溫及持續大雨的環境下排隊數小時接受強制檢測。這波疫情導致超過200萬人染疫、超過11,000人死亡，是香港現代史上最嚴重的公共衛生危機。

### 2020年末至2021年初東亞寒潮
受中等強度拉尼娜現象影響，2020年尾至2021年初出現寒潮，這一波寒流中國氣象局解釋是北極高空急流減弱，挾帶大量極地冷氣團的極地渦旋南下導致，日本札幌市在元旦的最高氣溫為零下8.9°C，是144年以來同日最冷的記錄。1月7日，北京最低氣溫為零下19.6攝氏度，是自1966年以來最冷冬季溫度。1月8日韓國首爾最低溫為零下18.6度，是1986年以來的最低氣溫，是有紀錄以來第二低。韓國多地創新歷史同期最低溫。
香港於除夕錄得市區最低氣溫8.1℃，是有紀錄以來第五最冷的除夕，以及自2012年以來最凍除夕及2018年2月以來首次錄得低於10度氣溫，大帽山更錄得-1.2℃；元旦日市區最低氣溫8.6℃，為有紀錄以來第六最冷的元旦，以及自2005年以來最凍元旦，隨後有數日市區最低氣溫繼續維持單位數字，1月8日更跌至7.7℃，是入冬以來最低氣溫及2017-18年冬季以來錄得最低氣溫；1月13日北潭涌和打鼓嶺氣溫分別只有零下0.5℃及零下0.9℃，創下該兩站有記錄以來氣溫新低，大帽山跌至-2.5度，而廣泛新界內陸地區低溫普遍只有0至3℃同時出現明顯的結霜結冰現象。1月上半月受頻密冬季季候風影響，天氣異常寒冷，下半月明顯偏暖，令該月平均氣溫只稍低於正常。另外，該月寒冷日數達11天，是2011年以來最多寒冷日數的1月。不過至2月因影響香港冬季季候風明顯較正常弱，使2月份明顯偏暖，再加上前2個月接近正常氣溫，令2020至2021年冬季氣溫偏高，是連續3個冬季氣溫偏高，是1998年底至2000年初拉尼娜後首次出現拉尼娜下偏暖的冬季。而2020至2021年冬季的寒冷日數為14天，接近長年平均值。
1月8日，上海市区最低气温零下7.1℃，出现了21世纪一月上旬的最冷天气，远郊金山区更录得零下9℃的最低气温，打破2016年1月寒潮最低温记录。市区河流、湖泊大范围结冰。

### 2020年2月中旬東亞寒潮
這一波寒潮的成因是阻塞高壓下游槽線加深，這個變化是由南支槽和阻塞高壓的北方槽南北大串連而成的。

### 2018年1月至2月東亞寒潮
雖然2017年12月起出現的拉尼娜現象不算活躍，唯在2018年1月底到2月初因阿拉斯加附近的阻塞高氣壓，導致西伯利亞的高氣壓無法順利東移而向南伸展，造成東亞地區持續氣溫偏低的寒潮，臺灣、華東、華南普遍寒冷，華東部分地區出現10年來最大降雪。香港寒潮由1月28日開始，至2月8日結束，持續12天，為2008年長命寒潮後最長一次，寒冷天氣警告共生效263小時15分鐘，為有紀錄第2長的1次，其間位於尖沙咀的香港天文台總部在2月1日錄得最低氣溫6.8度，為1996年之後最低2月氣溫及連續9天早上低溫低於10度，為半世紀（自1968年以來）首次。寒潮前後，兒童流感人數急升，至2月7日，香港政府宣佈2月8日起全港幼稚園及小學停課，提早放春節假期。消息進一步加重已受美股暴挫影響的香港恆生指數的下跌壓力，由宣佈停課即市位置跌至2月9日低位累計跌7.23%，接近春節及寒潮結束才回穩。之後同年農曆新年則異常溫暖，最後該年冬季氣溫接近正常。

### 2016年1月東亞強烈寒流
2015-16年雖然是強聖嬰年，但在此波寒潮影響範圍包括中國東部、南部、兩韓、日本、台灣、香港、越南，各地出現明顯低溫。1月24日各地錄得數十年以來的最低溫，例如上海零下7.2度、新竹2.8度、香港3.1度。香港當晚教育局更宣佈因嚴寒天氣，翌日全港幼稚園及小學停課1天，為香港史上首次因嚴寒天氣致學校停課。廣東省多處和港澳兩地皆出現罕見大規模降雪、雨夾雪及冰凍天氣，台灣北部淺山地區大範圍出現降雪天氣，平地亦有廣泛落霰現象。寒潮過後，1月25日最高只有10.8度，為有紀錄以來，天晴下日間最高氣溫之最低值。香港2月及3月仍受頻密寒潮補充影響，天氣仍然持續異常寒冷或異常清涼，而該兩月天文台總部的平均氣溫分別比平均值低1.3度及1.6度。該年的農曆除夕及年初一都天氣寒冷，農曆除夕天文台錄得低溫9.9度，為2008年以來最低，並為2012年以來首次在除夕錄得低於10度氣溫。結果1月份霸王級潮及2月份異常寒冷天氣完全抵銷12月至1月中旬偏暖天氣，最終該年冬季氣溫接近正常，是強厄爾尼諾年中較少見的。到了3月香港天氣仍然異常清涼甚至寒冷，在3月10及11日天文台錄得最低氣溫皆只有10.0度，為2010年以來最低3月份氣溫，天文台期間曾發出寒冷天氣警告。同月下旬的耶穌受難節更再度出現寒冷天氣，低溫跌至只有11.6度，為1996年以來冬季最遅出現的寒冷天氣日子，更是自1978年以來及戰後第二最寒冷耶穌受難節，天文台期間再次發出寒冷天氣警告，為2005年以來首次3月份兩次發出寒冷天氣警告，同時也是2007年以來冬季最遲寒冷天氣警告。耶穌受難節翌日低溫亦只有12.6度，為1978年以來最低溫及戰後第三最低溫耶穌受難節翌日。復活節星期日及星期一氣溫雖然稍為回升，唯仍出現1991年以來最寒冷的復活節星期日及復活節星期一，復活節過後才正式結束近三個月異常漫長和寒冷的天氣。

### 2014年美加寒潮
從2014年一月開始，全加拿大及美國受到極地渦旋影響，出現異常低溫，並持續在加拿大及美國長達一個月的時間。到2月份，在亞洲的香港，受強烈冬季季候風影響，2月9日至2月15日天氣寒冷，2月12日天文台最低氣溫7.3度，為這寒潮最低溫度及該冬季最寒冷的一天。2月14日情人節及元宵節當日，天文台最低氣溫8.2度，為1968年以來最低氣溫及戰後第2低溫情人節。同時，為2004年以來最低氣溫及戰後第2低溫元宵節。2月中旬的寒潮，抵銷了上旬溫暖的天氣，該月的平均氣溫15.5度，較正常低1.3度。此外，由於上一年12月受頻密冬季季侯風影響，平均氣溫也較正常低超過1度，而同年1月氣溫接近正常下，導致該冬季偏冷，是非拉尼娜年中較少見的。

### 2013年12月香港異常低溫
雖然2013年不是拉尼娜現象活躍年份，但在2013年12月下半月，由於南支槽在12月14至17日間由西向東移動橫過廣東，槽前的高空西南風造成多雨天氣，該4天的總降雨量達88.3毫米，也是該月總雨量，為1994年以來最多雨水的12月。同時，冬季季候風亦支配廣東沿岸，令香港出現濕冷天氣。12月18日，隨著南支槽移離廣東，槽後的高空西北風令廣東沿岸天氣急速好轉。在12月18日，天文台錄得最低氣溫9.2度，為2013年全年最低溫，隨後香港仍受頻密冬季季候風補充影響，這段時間寒冷天氣持續，新界內陸地區更持續多日出現極端嚴寒天氣，例如打鼓嶺在該月更出現多達21日低過10度的單日最低氣溫。而天文台平均氣溫比正常低2度。冬季季候風補充完全抵消上半月的溫暖天氣，該月平均氣溫較正常低1.8度，為1975年以來最低氣溫12月。另外，2013年12月香港有10天為寒冷日子，是自1982年以來12月份最多。

### 2012年亞洲、歐洲寒潮
從2011年11月到2012年3月，受到反聖嬰現象影響，亞洲與歐洲遭受嚴寒天氣的侵襲，大部份地方有強風及雨雪，在日本及一些歐洲國家則出現異常低溫。

### 2011年北半球寒潮
由2010年下半年開始的拉尼娜現象發展得快，為近十年來最嚴重，受其影響，整個北半球包含北美洲、歐洲與亞洲地區，從2010年10月開始，冷氣團不斷南下並降雪不斷，在香港，當年10月下旬，香港已受較強的東北季候風影響，天文台10月26日至10月31日連續6天低溫在20度以下，其中10月28日的低溫更低見15.7度，為1988年以來10月份最低氣溫。其後香港於12月至翌年3月整體氣溫嚴重偏低，新界內陸更持續嚴寒氣溫。寒冷天氣一直持續到2011年五月，使冬季氣候持續在北半球長達七個月，該年的春季縮短至一個月。

### 2011年1月香港異常低溫
受2010年下半年起開始發展的中等強度拉尼娜現象影響，香港早在2010年10月下旬明顯轉涼，至10月下旬天文台尖沙咀總部更錄得1988年以來10月最低氣溫為15.7度，當時新界內陸已出現寒冷天氣。及至2010年12月17日更出現嚴寒天氣，總部低溫降至只有5.8度，打入天文台尖沙咀總部歷年頭20大12月單日最嚴寒紀綠之一，也是自1999年以來12月份最低氣溫。在2011年1月，香港斷斷續續受強烈冬季季候風影響，雖然寒潮持續時間不長，但該月所有日子在香港天文台尖沙咀總部的氣溫都在20度以下，歷史上只有1918年出現過。此外，總部該月平均氣溫只有13.7度，較長年平均值低2.6度，平均最低氣溫更只有11.6度。同時，該月共發出了近超過650小時寒冷天氣警告（即平均8小時只有1小時沒有寒冷天氣警告），其中兩次發出超過250小時，為有紀錄第3及4長的警告，分別在1月3日至14日及1月14日至1月25日（1月14日曾取消警告半日，否則就會打破2008年長命寒潮時的紀錄），該月的寒冷日數為14天，為1993年1月份後最多的一次。

### 2010年北半球寒潮
受北極震盪及拉尼娜現象影響，整個北半球包含北美洲、歐洲與亞洲，尤其是中國、日本的地區。受到不斷湧進來自北極的冷空氣影響，降雪不斷， 且該年春天也因此延遲。香港在這次寒潮於2010年12月17日錄得低溫5.8度，平了1999年12月最低氣溫紀錄。

### 2009年11月香港寒潮
2009年雖然是厄爾尼諾年，但在2009年11月中旬，香港連續受兩股冬季季候風影響，雖然寒潮持續時間短暫，香港天文台氣溫由11月12日最高27.8度，急降至11月18日最低9.7度，6天降幅達18.1度，為1987年以來11月最低氣溫，有紀錄第9最低11月份氣溫及1981年以來最早出現的寒冷日子，天文台曾發出寒冷天氣警告，也是天文台1999年推出寒冷天氣警告以來最早發出的1次。同時，該月寒冷日數為3日，為1987年11月份後最多的一次。

### 2008年中國雪災
由於南支槽活躍，把暖濕氣流引進中國上空，與冷空氣衝突造成大雪。中國雪災亦令中國A股大幅下挫，進一步加重已受法興違規交易事件影響的香港恆生指數的下跌壓力，直至2008年香港流行性感冒疫潮政府於3月12日宣佈全港幼稚園及小學停課後不久再急跌10%才結束熊市第一期進入二期反彈。

#### 港澳的持續寒潮

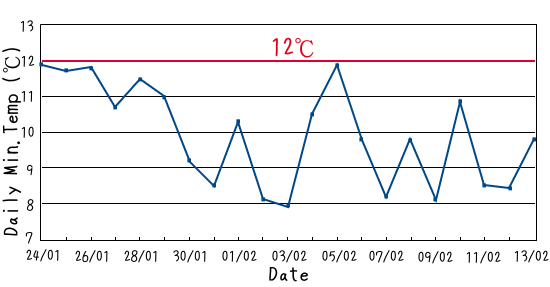
2008年1月24日至2月13日天文台錄得的每日最低氣溫

2008年1月，受中國內陸雪災影響，西伯利亞南部形成一阻塞高氣壓；同時來自南中國海以至印度洋的溫暖潮濕氣流連綿不斷地向北擴展至中國內陸地區，與冷空氣相遇時，令華南地區形成一道廣闊雲雨帶，並為該區帶來寒冷及有雨的天氣。由於長時間沒有日照的情況下，日間的升溫進程不太明顯及先後有三股冷空氣影響本港，所以該區氣溫普遍長期維持在寒冷水平。1月22日，香港開始受一大陸性反氣旋影響，當晚氣溫下降至14度。1月24日，天文台在下午3時發出寒冷天氣警告，當晚氣溫下降至12度，達寒冷水平。在1月30日及之後，天文台七天天氣預報一直都是預測氣溫在10-12度左右，有些8、9度的低溫也是前一天才預測到，令七天天氣預報仿如「一天天氣預報」，天文台亦承認今次因陰雨天氣令預測困難。2月3日上午，天文台錄得市區最低溫度7.9度，是本次寒潮錄得最低溫度紀錄。
今次寒潮使香港經歷了12年來最冷，亦是自1885年香港有氣象紀錄以來第五最低溫的年初一（2月7日），市區普遍錄得8.2度，當天有1400多人按動平安鐘求助，每天亦有300多人按動平安鐘。民政事務總署開放10個臨時避寒中心，有超過600人入住。另外，不少魚排養殖的魚因天氣過於寒冷而凍死，事件中有數十萬條魚被凍死，經濟損失達數百萬元。香港入口蔬菜批發商會會長袁昌表示，天氣寒冷令蔬菜失收，部分蔬菜如唐生菜等，供應較農曆新年前減少一半，價格並由每斤4至5元增至每斤約8元。寒冷天氣警告連續25日（594.5小時）生效，是自1968年以來持續最長的寒潮，天文台解釋是因拉尼娜現象影響，2月17日，天文台錄得最低氣溫為12.6度，不再符合寒冷標準，日間亦回升至18度。2月18日早上天文台錄得最低氣溫更達13.3度，天文台在上午9時30分取消寒冷天氣警告。此外，香港該月平均氣溫只有13.3度，較長年（1971-2000年）2月平均值低3度。寒潮過後，有新一波全新變種的甲型H3N2布里斯本型流感由澳洲一帶傅入香港，令當時流感高峰期較正常長及患病的人數較多，但市民仍照舊活動，很多都沒有理會衛生防護中心的警告，結果令流感疫情至三月急轉直下。流感人數於3月頭急升，而一名3歲女童何寶宜也於3月1日因患上甲型H3N2布里斯本型流感因而去世，至3月11日再有一名7歲男童羅浩明也因同一時間感染流感後死亡，令流感愈演愈烈。至3月12日晚上，香港政府宣佈3月13日起全港幼稚園及小學停課，提早放復活節假期，參見2008年香港流行性感冒疫潮。
另外，澳門於1月25日至2月12日期間，連續18天最低氣溫低於10度，平了近30年持續最低氣溫低於10度的紀錄。

### 2008年阿拉斯加寒潮
二月初阿拉斯加經歷8年來最強低溫天氣，費爾班克斯錄得華氏零下50度（即攝氏零下45度），奇金最低曾錄得華氏零下72度（即攝氏零下57度） (（页面存档备份，存于）)，與最低記錄華氏零下80度只差8度。

### 2007年美加寒潮
在三月尾到四月，加拿大及美國全境遭受一次嚴寒天氣侵襲，農作物受霜影響凍結，大部份地方有強風及雨雪，當時歐洲部份地區也受波及。香港方面，氣溫由4月1日27.5度降至4月4日的12.3度，降幅15.2度，為1996年以來4月最低氣溫及最快降溫，接近寒冷邊緣，天文台一度發出寒冷天氣警告，為有紀錄以來首次4月需要發出寒冷天氣警告。

### 2005年東亞驚蟄寒潮
3月3日至3月7日東亞範圍普遍迎來一次大範圍雨雪過程。
台灣在本次寒潮中，曾創下有紀錄以來最低降雪海拔高度，位於南投縣信義鄉和社，海拔高度700公尺。
台灣3月6日各地最低氣溫，台北5.6度、基隆4.6度、淡水3.9度、宜蘭4.9度、蘇澳5.2度、新竹5.2度。高雄以北平地全面跌破10度，恆春氣溫10.4度，而台東成功也跌破10度。
香港3月13日9.8度，為1988年3月以來首次3月10度以下低溫。該月香港更有7天為寒冷日子，為1988年以來最多的1次。

### 2005年東亞小元宵寒潮
2月19日至21日台灣受到中國大陸冷氣團影響，全島低溫並有降雨，台北、桃園、新竹一帶在2月20日清晨陸續出現冰珠現象。
台灣此次寒潮最低氣溫，新竹5.9度、淡水5.3度、台中6.9度、嘉義7.1度。

### 2005-2006年歐洲寒潮
東歐及俄羅斯經歷了一個嚴冬，有地區的氣溫破了30年來的記錄，一些極少下雪的地方有積雪，例如南西班牙及北非，冬季的平均氣溫比常年平均值低。

### 2004-2005年南歐洲寒潮
全歐洲南部經過了一個異常寒冷的冬季，這地區發生罕見大風雪，冷鋒使阿爾及利亞降雪，西班牙、葡萄牙及摩洛哥溫度錄得新低。在亞洲的香港，2005年元旦日香港天文台尖沙咀總部錄得6.4度低溫，為1962年以來最寒冷的元旦日。

### 2004年1月新英格蘭寒潮
新英格蘭在一個月內頻繁受北極南下之冷空氣影響導致了異常地冷的天氣。波士頓的低溫為114年一遇。弗吉尼亞海灘低於冰點的天氣異常地長期維持。紐約州一地區一個月降了150英寸雪。許多西方和中西方國家也受影響。在亞洲的香港，受冬季季侯風影響，香港2004年1月19至26日春節前後天氣寒冷，1月21日農曆除夕天文台測得最低氣溫8.0度，為1950年以來最低氣溫的農曆除夕，亦為戰後第2最低紀錄。1月22日農曆年初一天文台最低氣溫9.1度，為1996年以來最低氣溫的年初一。在2月初，另一股冬季季侯風影響香港，2月3日至2月10日天氣寒冷，2月9日最低氣溫7.7度，為該冬季最低氣溫。

### 1999年東亞冬至寒潮
1999年是拉尼娜現象活躍的一年，在當年12月18日位於蒙古的高氣壓，氣壓值來到1060百帕徘徊，12月22日高氣壓中心突然急速向南移動，一日之內高壓中心進入湖南省境內，造成中國南方罕見低溫。22日台灣台北錄得攝氏7度低溫，嘉義更跌至4.1度，同時陽明山出現降雪，文化大學罕見降下冰霰。香港在本次寒潮於12月23日冬至翌日錄得低溫5.8度，為1996年春節以來最低，也是該冬季最低氣溫，海南島海口6度。當年冬至為香港有紀錄以來最寒冷的冬至。平安夜最低氣溫8.7度，為香港有紀錄以來最寒冷的平安夜。

### 1996年2月香港春節強寒潮
1995-96年雖然不是拉尼娜現象活躍的一年，經過氣溫接近正常的12月及沒有寒冷天氣的1月，至2月才出現冬季高潮，2月18日至28日農曆前夕至年初十，香港受一股強烈冬季季候風影響，天文台在年初一、二及三分別錄得嚴寒天氣，市區低溫為6.9度、5.9度及5.8度，分別為1950年以來最低溫年初一及戰後最寒冷年初二及年初三。該寒潮亦令香港出現遲來的冬季，在2月18日至2月28日期間，受一股強烈冬季季候風及南支槽影響，天氣持續寒冷多雲及有降雨，2月19日至2月24日更連續6天全日氣溫在12度以下，此外期間總日照時間只有1.2小時。該強寒潮亦完全抵消上半月的溫暖天氣，該月平均氣溫較正常低1度，累計有150名長者在低溫死亡，部份更是獨居長者，事件遂催生長者安居協會於同年9月成立，並推出平安鐘服務，以確保長者於極端天氣時的安全
。強寒潮過後，香港反常地在4月出現寒冷天氣，4月3日及4月4日天文台錄得最低氣溫10.9度及11.1度，為1969年以來最低4月氣溫及有紀錄以來4月第3低溫，1974年以來首次4月出現寒冷天氣及1969年以來最寒冷清明節。

### 1993年1月下半月香港春節強寒潮
1992-93年雖然不是拉尼娜現象活躍的年份，但在1月15日至30日春節前後，香港受一股強烈冬季季候風影響，天文台在1月16日錄得市區低溫5.4度，該強寒潮亦完全抵消上半月的溫暖天氣，該月平均氣溫較正常低1度。這是香港最近一次連續兩個冬季錄得嚴寒天氣及自1968年以來最長寒潮。

### 1991年12月香港強寒潮
1991年雖然是中等強度聖嬰年，但在12月28日，香港受一股強烈冬季季候風影響，天文台錄得市區氣溫罕有地跌至攝氏4.6度，大帽山及大老山跌至攝氏0度以下，打鼓嶺、屯門及流浮山跌至攝氏2.8至2.9度，新界東部跌至攝氏3.4至3.5度，是1975年來錄得最低氣溫的12月，當晚市區氣溫更罕有地低至5度。而根據記錄，中國多處也受寒潮影響，上海更下跌至最低溫的攝氏零下8度。雖然此強烈冬季季候風幾乎令中國大部份地方的最低溫都低於攝氏5度，但台灣和日本卻似不太受季候風影響，日本東京的最低溫有攝氏2度，與正受中國寒潮影響的南部城市廣州市的1度最低溫相近；而台北的是今次寒潮錄得最低氣溫都只有6.8度，比起香港和澳門錄得的最低溫（香港：攝氏5度、澳門：攝氏4度）更顯得溫和。

### 1987年11月香港寒潮
1987年11月底，為於西伯利亞的強冷空氣南下，在11月28日冷空氣入侵廣東時，熱帶氣旋蓮娜位於南海北部轉向偏北移動，香港當時受蓮娜及一股強烈冬季季候風的共同影響，香港風勢頗大及有雨，天文台曾懸掛強烈季候風信號，天文台氣溫1天之內由25.8度急降至10.8度，降幅達15度。到11月30日，天文台錄得市區氣溫攝氏7.6度，為有紀錄第2最低11月份氣溫

### 1986年3月香港強寒潮
雖然這寒潮持續時間不長，但1986年2月27日至3月5日，香港受一股強烈冬季季候風影響，但在3月1日天文台錄得市區氣溫罕有地跌至攝氏4.8度，為有紀錄最低3月份氣溫。

### 1983年除夕香港強寒潮
1983年12月29日至1984年1月9日，香港受一股強烈冬季季候風影響，天文台在12月30日錄得市區氣溫攝氏6.1度，為這寒潮最低氣溫及1976年以來12月份最低氣溫。除夕錄得市區氣溫攝氏6.9度，為有紀錄最低氣溫除夕。

### 1976年拆禮物日香港強寒潮
1976年12月26日至1977年1月6日，香港受一股強烈冬季季候風影響，天文台在12月28日錄得市區氣溫攝氏5.7度，為連續兩年12月都錄得嚴寒天氣。

### 1975年12月香港強寒潮
受拉尼娜現象影響，在1975年12月中旬至聖誕節當日（12月20日除外），香港受一股強烈冬季季候風影響，天文台在12月14日錄得市區氣溫攝氏4.3度，為有紀錄最低12月份氣溫，新界廣泛地區和山區更出現降雪（純雪）現象。

### 1973年12月底香港強寒潮
1972年起的厄爾尼諾現象於1973年初結束，1973年下半年開始隨即受拉尼娜現象影響，香港颱風季節雖然延遲開始，但當年多達9個熱帶氣旋令香港懸掛熱帶氣旋警告信號，到年尾的12月23日至12月30日，香港受一股冬季季候風影響，天文台在12月25日及26日（聖誕節及拆禮物日）錄得市區氣溫攝氏7.0度，為有紀錄最低氣溫聖誕節及拆禮物日。

### 1972年2月香港強寒潮
雖然這寒潮持續時間不長，但1972年2月7日至2月11日，香港受一股強烈冬季季候風影響，2月9日天文台錄得市區氣溫罕有地跌至攝氏3.8度，為有紀錄第3最低2月份氣溫。

### 1969年2月香港強寒潮
1969年1月31日起，香港受一股強烈冬季季候風影響，2月5日天文台錄得市區氣溫跌至攝氏4.0度，為1957年以來最低2月份氣溫，這次寒潮一直維持至2月9日。

### 1968年2月香港史上最長強寒潮
1968年2月首27日，香港受一股強烈冬季季候風影響，天文台連續27天最低氣溫低於12度，是有紀錄以來最長的寒潮。天文台在2月15日錄得市區氣溫攝氏5.7度，為這寒潮最低氣溫，寒冷天氣一直維持至2月28日才結束。由於寒朝橫跨整個月，1968年2月天文台平均氣溫只有11.7度，平均最低氣溫更只有9.6度，是香港歷年最寒冷的月份。

### 1963年1月東亞寒潮
台北市1月28日清晨錄得攝氏-0.1度氣溫，台中市錄得-0.4度低溫，隔天29日台北市氣溫也僅2度，為1900年2月13日以來所錄得最低溫度。
苗栗縣28日清晨錄得攝氏-2度低溫，廣泛結霜，部分地區結霜達2寸之厚，新植茅園及春耕禾苗被凍萎者甚多，損失甚重。
平溪鄉29日凌晨氣溫降至零下4度。

### 1957年2月香港強寒潮
1957年2月5日至2月14日，香港受一股強烈冬季季候風影響，2月11日天文台錄得市區氣溫罕有地跌至攝氏2.4度，為有紀錄最低2月份氣溫。

### 1955年1月上旬香港強寒潮
1955年1月3日至1月13日，香港受一股強烈冬季季候風影響，天文台在1月12日錄得市區氣溫罕有地跌至攝氏3.1度，為這寒潮最低氣溫，為20世紀後最低1月份氣溫，61年後的2016年1月下旬，香港受寒潮影響，1月24日氣溫跌至3.1度，平了這紀錄。

## 外部連結
- 冬季季候風，香港天文
- Hong Kong Media Buster 踢爆香港傳媒（页面存档备份，存于）

## 参見
- 熱浪
- 全球變暖的效應 - 健康- 氣溫升高的直接效應